# The Fellowship Foundation
The Fellowship Foundation oder The Family oder auch Prayer Breakfast Movement (zu Deutsch etwa: „Gebetsfrühstücks-Bewegung“) ist ein im Jahr 1935 in den Vereinigten Staaten von Abraham Vereide gegründetes, evangelikal-religiöses und politisches Netzwerk.
Das Netzwerk ist eine internationale Bewegung und orientiert sich nach Eigenaussage am Leben und den Lehren Jesu Christi.
Das im Hintergrund wirkende Netzwerk tritt nur als Organisator des National Prayer Breakfast in den USA öffentlich in Erscheinung; ein Ereignis, auf dem seit Dwight D. Eisenhower jeder amerikanische Präsident auftrat, und das seit 1953 jährlich am ersten Donnerstag im Februar stattfindet. Bedeutendste Führungspersönlichkeiten waren neben dem Gründer Vereide der US-Senatskaplan Richard C. Halverson und Douglas Coe, der früher auch für die Missionsgemeinschaft Navigatoren arbeitete.
The Fellowship Foundation tritt oder trat nach außen hin auch durch Unterorganisationen wie National Fellowship Council, Fellowship House, The International Foundation, National Committee for Christian Leadership, International Christian Leadership (ICL) und als National Leadership Council auf. Ein deutscher Ableger nannte sich Christen in Verantwortung.

## Geschichte

### Gründung
Das Netzwerk wurde 1935 von Abraham Vereide, einem norwegischen Immigranten und methodistischen Wanderprediger, in Seattle (USA) gegründet. Initiatoren waren neben Vereide eine Gruppe einflussreicher Geschäftsleute, welche die Politik des New Deals von Franklin D. Roosevelt strikt ablehnten und Roosevelts Politik eine sozialistische oder gar kommunistische Zielrichtung unterstellten. Konkreter Auslöser waren vorangehende Streiks in San Francisco und Seattle, welche in den Augen von Abraham Vereide und seiner Gruppe von „gottlosen linken Kräften“ initiiert wurden. Vereide, beeinflusst durch Frank Buchmans Idee der "Moralischen Wiederaufrüstung" (engl.: Moral re-armament), die er in zugespitzter Form vertrat, sah in einer von der Regierung unterstützten Neuerweckung der christlichen Religion anstelle des "New Deals" eine Lösung für die wirtschaftlichen und gesellschaftlichen Probleme der USA. Als Ziel schwebte ihm ein Elite-Fundamentalismus vor, bei dem die Gesellschaft durch in Gebetszellen organisierte, "gott-geführte" Männer kontrolliert wird, die nicht demokratisch die Massen konsultieren würden, sondern durch Jesus, so wie er sich ihnen offenbart, geleitet werden. Dieser Elite-Fundamentalismus beinhaltete einen biblisch begründeten Glauben an den freien Markt und den Kapitalismus, der darauf ausgerichtet war, besonders führende, antikommunistisch gesinnte und gewerkschaftsfeindliche Personen aus der Geschäftswelt anzusprechen.

### Nach dem Zweiten Weltkrieg
Innenpolitisches Anliegen der Organisation ist es, die USA als ein christliches Land zu etablieren, das auf der Basis christlicher Prinzipien regiert wird. Dieses Ziel fand nach dem Zweiten Weltkrieg zum Beispiel dadurch seinen Ausdruck, dass 1954 auf Initiative des republikanischen Senators Homer Ferguson und Clement Stone, beide Mitglieder von The Fellowship Foundation, die Phrase "Under God" in den Pledge of Allegiance eingefügt wurde. Auf Initiative der zum inneren Zirkel von The Family gehörenden Clement Stone und des Kongressabgeordneten Charles E. Bennet wurde die Aufschrift "In God We Trust" auf der US-Währung eingeführt. Ein im Jahr 1954 vom republikanischen Senator R. E. Flanders, der ebenfalls Mitglied des Netzwerks war, eingebrachter Verfassungszusatz "This nation devoutly recognizes the authority and law of Jesus Christ." (deutsch in etwa: "Diese Nation erkennt andächtig die Autorität und das Gesetz Jesu Christi an.") mit dem Ziel, die USA offiziell als ein christliches Land zu etablieren, konnte sich jedoch im US-Kongress nicht durchsetzen.
Als ein für die weitere Entwicklung bedeutender Erfolg gilt, dass es Abraham Vereide in Zusammenarbeit mit Billy Graham gelang, nach Eisenhowers Inauguration das Presidential Prayer Breakfast (später National Prayer Breakfast) zu etablieren. Eisenhower hatte ursprünglich abgelehnt, dort zu erscheinen, da er wegen der Trennung von Kirche und Staat keinen Präzedenzfall schaffen wollte, willigte aber schließlich doch ein, dort aufzutreten, solange keine TV und Radio erscheinen würde. Als erster republikanischer Präsident seit 1933 war Eisenhower bei seiner Wahl auf die Hilfe der Evangelikalen, geführt durch Billy Graham, und den von Abraham Vereide verkörperten Elite-Fundamentalismus angewiesen; dies umso mehr, als Eisenhower zum Zeitpunkt seiner Kandidatur selbst keiner Kirche angehörte und deshalb in diesem Punkt angreifbar war. Neben der Etablierung eines religiösen Rituals im politischen Bereich konnte The Family durch die Organisation des Prayer Breakfast Zugang zu hochrangigen nationalen wie internationalen Persönlichkeiten erlangen, was besonders bei der Internationalisierung des Netzwerkes und der Rolle, welche The Family im Kalten Krieg spielte, von immenser Bedeutung sein sollte.
Beginnend nach dem Zweiten Weltkrieg hatte sich The Family internationalisiert und spielte wegen der antikommunistischen Ausrichtung eine wichtige Rolle während des Kalten Krieges. Diese Internationalisierung begann 1946 mit einer Reise A. Vereides nach Europa, wo er in dem Kirchenmann Otto Fricke eine Schlüsselperson für den Ableger des Netzwerks in Deutschland fand. Verstrickungen mit dem Nationalsozialismus vieler Mitglieder des "Christen in Verantwortung" genannten deutschen Ablegers waren kein Hinderungsgrund für ihre Aufnahme; A. Vereide war im Gegenteil kritisch gegenüber den Opfern und ausgesprochenen Gegnern des Nationalsozialismus und beschwerte sich, dass solche in seinen Augen "atheistic devotees" (deutsch etwa "Atheismusverehrer" oder "Atheismusgläubige") von der amerikanischen Militär-Regierung in wichtige Positionen befördert wurden. Auf der Suche nach zuverlässigen Leuten, die bereit waren, ihre Gefolgschaft von Hitler zu Christus und Amerika zu übertragen, besuchte er stattdessen alliierte Gefängnisse. Otto Fricke selbst hatte als nationalsozialistisch Begeisterter die Feuerrede bei der Frankfurter Bücherverbrennung gehalten, wechselte aber nach dem Skandal anlässlich der Rede von Reinhold Krause im Berliner Sportpalast im November 1933 von den regimefreundlichen Deutschen Christen zur Bekennenden Kirche, wo er weiterhin in Opposition zum NS-Regime stand. Eine weitere zentrale Figur des deutschen Netzwerks, Manfred Zapp, war von 1938 bis 1941 als überseeischer Gestapo-Mann in den USA abkommandiert und dort letztlich wegen Spionage und der Beschuldigung der Planung und Durchführung von Sabotageakten verhaftet worden. Zusammen mit anderen Spionen, etwa Ulrich von Gienanth, als deutscher Diplomat getarnter SS-Mann in den USA, der praktisch als Leiter der Gestapo in Amerika agierte und später ebenfalls Mitglied von Christen in Verantwortung wurde, wurde Zapp 1941 gegen zwei von der Gestapo in Deutschland verhaftete US-Reporter ausgetauscht. Der Vizepräsident von Christen in Verantwortung, Hermann Josef Abs, war wichtigster Bankier unter dem nationalsozialistischen Regime, nahm später in der Bundesrepublik als Vorstandssprecher der Deutschen Bank eine zentrale Position in der Finanzwirtschaft ein. Andere belastete Mitglieder des Netzwerks waren zum Beispiel der Geistliche und Ehrenpräsident der deutschen YMCA Gustav-Adolf Gedat, der Chemiewaffenfabrikant Gustav Schmelz, der Nationalist Paul Rohrbach. Weitere Mitglieder waren Baron von der Ropp, Hans von Eichen, Rudolf Decker und Hans Speidel; Letzterer einer der Mitverschwörer des Attentat vom 20. Juli 1944, welcher Hitlers rassistische Politik eine Ablenkung von seinen anderweitig guten Ideen hielt und später von 1957 bis 1963 Kommandeur der NATO-Grundstreitkräfte war. Kontakte zum deutschen Netzwerk hatte auch Ernst von Weizsäcker. Abram Vereide nutzte seine Beziehungen zur Militär-Regierung und nach Washington, um diesen Personen und weiteren als Kriegsverbrecher angeklagten christlichen Personen auf einer Liste, welche ihm aus diesen Kreisen überreicht wurde, zu helfen. Zu den zahlreichen Personen, für die A. Vereide sich einsetzte, gehören zum Beispiel der letzte SS-Kommandant der Konzentrationslager Oswald Pohl und Konstantin von Neurath, der erste Außenminister während der Herrschaft Hitlers. Beginnend 1949 veranstaltete das deutsche Netzwerk Versammlungen im Deutschordenschloss auf der Insel Mainau. Zu den Teilnehmern gehörten unter anderen Vertreter der großen deutschen Banken, der Firmen Bosch, Krupp und Standard Oil sowie auch Kabinettsmitglieder der Bundesregierung.
Bei dieser Reise durch Europa gründete A.Vereide auch eine Gebetszelle Schweizer Banker. Der Schweizer Alfred Hirs, Generaldirektor des 3. Departments der Schweizerischen Nationalbank und während des Zweiten Weltkrieges mitverantwortlich für die Goldankäufe der Schweizerischen Nationalbank bei der deutschen Reichsbank, war eine der wichtigsten europäischen Schlüsselfiguren des Netzwerks. Andere Schlüsselpersonen in Europa waren der ehemalige belgische Premier und Außenminister Pierre Harmel und der Franzose Edmond Michelet, unter De Gaulle in mehreren Ministerposten Mitglied der französischen Regierung. In Franco-Spanien bildeten die dortige US-Botschaft und die Niederlassung von Standard Oil Zentren des elitär-fundamentalistischen Netzwerks.
Diese Idee eines Gebetsfrühstückes für Politiker wurde weltweit mittlerweile in mehr als 180 Staaten aufgegriffen.

### Gegenwart
Obwohl bereits früher sehr selten einige kritische Artikel über das Netzwerk erschienen, ohne jedoch große Resonanz zu erzeugen, wurde ihm 2009 erstmals die kritische Aufmerksamkeit einer breiten Öffentlichkeit zuteil, als einige seiner Mitglieder, darunter der US-Senator John Ensign und der Gouverneur von South Carolina Mark Sanford, in außereheliche Affären verwickelt waren. Im Zuge der Berichterstattung über diese Affären wurde auch Licht auf die Rolle des Netzwerks sowohl in der amerikanischen als auch in der internationalen Politik geworfen. Besondere Aufmerksamkeit erreichte dabei ein Bericht des Journalisten Jeff Sharlet, wonach in Dokumenten und Diskussionen des Netzwerkes autoritäre historische Personen wie z. B. Hitler, Lenin, Ho Chi Minh und Osama bin Laden als Modelle zur Verdeutlichung des Führungsverständnisses des elitären Netzwerkes herangezogen werden.

#### Anti-Homosexuellen-Gesetzgebung in Uganda
Das Netzwerk wurde besonders 2009 im Zusammenhang mit einem geplanten antihomosexuellen Gesetz in Uganda in der amerikanischen Öffentlichkeit kritisiert. Grund war, dass David Bahati, der Initiator des Gesetzes und Organisator des Uganda National Prayer Breakfast, dem ugandischen Gegenstück zum National Prayer Breakfast in den USA, als Mitglied des inneren Kreises von The Family gilt. Auch wurde der heutige ugandische Präsident Yoweri Museveni bereits 1986 von dem Netzwerk als Schlüsselfigur für Afrika genannt.

#### Stupak-Pitt Amendment der US-Gesundheitsreform
Kritik erregten auch die Politiker Bart Stupak, der in einer C-Street genannten, steuerlich als Kirche deklarierten Unterkunft des Netzwerks lebt und von dem Journalisten Jeff Sharlet zum Netzwerk zugeordnet wird, obwohl Stupak selbst dies bestritt, und das Family-Mitglied Joe Pitt als Initiatoren des sogenannten Stupak-Pitt Amendment, eines Zusatzes zur heftig umstrittenen Gesetzesvorlage zur Gesundheitsreform, welcher die Möglichkeit, Gelder der US-Bundesregierung für Schwangerschaftsabbrüche zu verwenden, stark einschränken sollte. Da nach dem Gesetz Versicherungspolicen von Niedriglohnbeziehern durch Gelder des US-Bundesstaates bezuschusst werden, würde der Zusatz, so Kritiker, bedeuten, dass Versicherungen Schwangerschaftsabbrüche nur noch limitiert finanzieren würden und die Möglichkeit des Schwangerschaftsabbruches damit in der Praxis speziell für finanziell schlecht gestellte Frauen stark eingeschränkt wäre.

## Bekannte ehemalige, bzw. aktuelle Mitglieder
- John Baldacci, Demokrat und ehemaliger Gouverneur des Bundesstaates Maine.
- Ralph Owen Brewster (* 22. Februar 1888; † 25. Dezember 1961), Republikaner. War von 1925 bis 1929 Gouverneur von Maine. Diesen Bundesstaat vertrat er außerdem in beiden Kammern des Kongresses.
- Sam Brownback, Republikaner und seit dem 10. Januar 2011 Gouverneur von Kansas.
- Ed Bryant, Republikaner. Jurist und Politiker. Zwischen 1995 und 2003 vertrat er den Bundesstaat Tennessee im US-Repräsentantenhaus.
- Conrad Burns, Republikaner. Von 1989 bis 2007 vertrat er den Bundesstaat Montana im US-Senat.
- Frank Carlson, US-amerikanischer Politiker (Republikanische Partei) und von 1947 bis 1950 der 30. Gouverneur des Bundesstaates Kansas.
- Tom Coburn, US-amerikanischer Arzt und Politiker der Republikanischen Partei. Coburn vertritt seit Januar 2005 den Bundesstaat Oklahoma im Senat der Vereinigten Staaten.
- Carl Curtis (* 15. März 1905; † 24. Januar 2000), war ein US-amerikanischer Politiker (Republikanische Partei), der den Bundesstaat Nebraska vertrat.
- Jim DeMint, Mitglied der Republikanischen Partei. War 1999 bis 2005 Abgeordneter im Repräsentantenhaus der Vereinigten Staaten. Seit 2005 ist er US-Senator für South Carolina.
- Pete Domenici (Republikanische Partei). Er gehörte von 1973 bis 2009 dem US-Senat als Vertreter des Bundesstaates New Mexico an.
- Michael F. Doyle, Demokrat. Repräsentant Pennsylvanias.
- John Ensign, Republikanische Partei. Er war vom 3. Januar 2001 bis zum 3. Mai 2011 Mitglied des US-Senats für den Bundesstaat Nevada.
- Mike Enzi, US-Senator für den Bundesstaat Wyoming. Republikaner.
- Chuck Grassley, republikanischer US-Senator aus dem Bundesstaat Iowa. Er war von 2003 bis 2007 Vorsitzender des Finanzausschusses des Senats.
- Tony P. Hall, Demokrat. Von 1969 bis 1972 war Hall Abgeordneter im Repräsentantenhaus von Ohio, im Anschluss gehörte er von 1973 bis 1978 dem Senat des Bundesstaates an. Danach wurde er ins US-Repräsentantenhaus gewählt.
- Merwin K. Hart (* 1881; † 1962), Politiker aus New York.
- Mark Hatfield (* 12. Juli 1922; † 7. August 2011) war ein US-amerikanischer Politiker. Er war von 1959 bis 1967 der 29. Gouverneur von Oregon
- Harold Hughes (* 10. Februar 1922; † 23. Oktober 1996) war ein US-amerikanischer Politiker (Demokratische Partei) und von 1963 bis 1969 der 36. Gouverneur des Bundesstaates Iowa. Zwischen 1969 und 1973 vertrat er seinen Staat im US-Senat.
- Jim Inhofe, (Republikanische Partei) und Senator für den Bundesstaat Oklahoma.
- Melvin Laird, Schriftsteller und ehemaliger Politiker (Republikanische Partei).
- Arthur B. Langlie (* 25. Juli 1900; † 24. Juli 1966), Gouverneur des Bundesstaates Washington, erster bedeutender Politiker der Mitglied von "The Family" war
- Steve Largent, Ex-Footballspieler und Politiker.
- Mike McIntyre, Demokrat. Seit 1997 vertritt er den Bundesstaat North Carolina im US-Repräsentantenhaus.
- Bill Nelson, ehemaliger Astronaut. Seit dem Jahr 2001 gehört er als Vertreter Floridas dem Senat der Vereinigten Staaten an.
- Don Nickles (* 6. Dezember 1948 in Ponca City, Oklahoma) ist ein US-amerikanischer Politiker und Unternehmer, Katholik.
- Chip Pickering, Republikanische Partei. Zwischen 1997 und 2009 vertrat er den dritten Wahlbezirk des Bundesstaates Mississippi im US-Repräsentantenhaus.
- Joe Pitts, Republikaner. Vertritt Pennsylvania im Repräsentantenhaus seit 1997.
- Mark Pryor, Demokratische Partei. Pryor vertritt den Bundesstaat Arkansas seit 2003 im US-Senat.
- Absalom Willis Robertson (* 27. Mai 1887; † 1. November 1971) war ein US-amerikanischer Rechtsanwalt und vertrat den Bundesstaat Virginia als Abgeordneter im US-Repräsentantenhaus, sowie im US-Senat. Befürworter der Rassentrennung. Vater von Pat Robertson.
- Mark Sanford (* 28. Mai 1960 in Fort Lauderdale, Florida) ist ein US-amerikanischer Politiker (Republikanische Partei). Er war von 2003 bis 2011 Gouverneur des Bundesstaates South Carolina.
- Heath Shuler, Joseph Heath Shuler (* 31. Dezember 1971 in Bryson City, Swain County, North Carolina) ist ein US-amerikanischer Politiker. Seit 2007 vertritt er den Bundesstaat North Carolina im US-Repräsentantenhaus. Zuvor absolvierte er eine Karriere als Footballspieler in der NFL.
- Bart Stupak, Demokratische Partei. Er war von 1993 bis 2011 Abgeordneter im US-Repräsentantenhaus und vertrat den Kongresswahlbezirk 1 in Michigan.
- Herman Talmadge (* 9. August 1913; † 21. März 2002), Demokratische Partei, Gouverneur von Georgia und US-Senator.
- John Thune (Republikanische Partei). Seit 2005 ist er Senator für den US-Bundesstaat South Dakota.
- Strom Thurmond (* 5. Dezember 1902; † 26. Juni 2003) war von 1947 bis 1951 Gouverneur von South Carolina. Außerdem vertrat er diesen Bundesstaat von 1954 bis 2003 – mit Ausnahme weniger Monate im Jahr 1956 – durchgängig im US-Senat. Befürworter der Rassentrennung.
- Zach Wamp (* 28. Oktober 1957 in Fort Benning, Georgia) ist ein US-amerikanischer Politiker. Zwischen 1995 und 2011 vertrat er den Bundesstaat Tennessee im US-Repräsentantenhaus.
- Frank Wolf (* 30. Januar 1939 in Philadelphia, Pennsylvania) ist ein US-amerikanischer Politiker. Seit 1981 vertritt er den Bundesstaat Virginia im US-Repräsentantenhaus.